# Tonga en los Juegos Olímpicos de la Juventud 2018
Tonga participó en los Juegos Olímpicos de la Juventud 2018 en Buenos Aires, Argentina, celebrados entre el 6 y el 18 de octubre de 2018. La delegación estuvo conformada por 14 deportistas en 5 disciplinas. No obtuvo medallas en las justas.

## Medallero
| Presea        | Medalla de oro | Medalla de plata | Medalla de bronce | Total |
| ------------- | -------------- | ---------------- | ----------------- | ----- |
| TOTAL OFICIAL | 0              | 0                | 0                 | 0     |

## Tiro con arco
Tonga obtuvo un cupo en esta disciplina por el comité tripartito.
- Individual femenino - 1 plaza

## Atletismo
Tonga obtuvo un cupo en esta disciplina por el comité tripartito.
- Eventos masculinos - 1 plaza

## Futsal
Toga clasificó a su equipo femenino en esta disciplina.
- Torneo masculino - 1 equipo de 10 atletas

## Natación
Tonga obtuvo una plaza para competir en esta disciplina por el comité tripartito.
- Eventos masculinos - Finau 'Ohuafi

## Taekwondo
Tonga obtuvo una plaza por el comité tripartito.
- +63kg femenino - 1 plaza